# Daurala
Daurala é uma cidade e uma nagar panchayat no distrito de Meerut, no estado indiano de Uttar Pradesh.

## Geografia
Daurala está localizada a 29° 07′ N, 77° 41′ L. Tem uma altitude média de 223 metros (731 pés).

## Demografia
Segundo o censo de 2001, Daurala tinha uma população de 10,684 habitantes. Os indivíduos do sexo masculino constituem 54% da população e os do sexo feminino 46%. Daurala tem uma taxa de literacia de 56%, inferior à média nacional de 59.5%: a literacia no sexo masculino é de 65% e no sexo feminino é de 45%. Em Daurala, 17% da população está abaixo dos 6 anos de idade.